# Црни брегови
Црни брегови је 31. епизода стрип серијала Кен Паркер објављена у Лунов магнус стрипу бр. 548. Објавио ју је Дневник из Новог Сада у јулу 1983. године. Имала је 94 стране и коштала 30 динара. Епизоду је нацртао Бруно Марафа, а сценарио су написали Ђанкарло Берарди и И. Мантеро. Насловна страна ЛМС је реколоризована Милацова насловница из 1980. године.

## Оригинална епизода
Оригинална епизода објављена је у јулу 1980. године под насловом Le coline sacre. Издавач је била италијанска кућа Cepim. Коштала је 500 лира и имала 96 страна.

## Кратак садржај
На путу за Санденс (држава Вајоминг), Кен наилази на дилижансу коју су јурили индијанци. У њој се налази троје преживелих међу којима је млада Ени Ломакс, која је кренула да посети ујака, копача злата. Када дођу у Санденса, грађани за напад осуђују Сијуксе. Кен се противи тој осуди јер не постоје докази да су они извршили напад. (У близини се налази резерват Сијукса.)
Кен касније сазнаје да у граду главну реч води група локаних тајкуна која продаје оружје групи Кроу индијанаца како би нападала белце и тиме кривицу свалила на Сијуксе. Сијукси живе на територији на којој се налази златна жила (резерват се зове Црни брегови). Тајкуни хушкају становнике Санденса да крену у потпуно истребљење Сијукса, тврдећи да неће моћи да живе мирно док их не отерају.

## Расизам као идеологија
У епизоди се поново отвара питање питање белаца и индијанаца. За разлику од ЛМС-487, у којој Буч износи лично искуство да би доказао ”дивљаштво” индијанаца, овде локални тајкуни шире причу о изабраним и нижим расама. Кен се оштро супротставља таквој подели, тврдећи да за то нема доказа.
У овој епизоди аутори заузимају јасан став да се расизам развио као идеологија мобилизације маса која је тајкунима омогућила да дођу до територије богате златом коју би само они могли да експлоатишу.